# Vaszary Egyed János
Vaszary Egyed János, Aegidius Ioannes Vaszary (Keszthely, 1799. február 18. – Tihany, 1880. április 23.) Szent Benedek-rendi tanár, lelkész és jószágkormányzó.

## Élete
1818. október 15-én lépett a rendbe; 1826. augusztus 17-én szentelték fel. 1822-24-ben Pápán volt tanár, 1826-27-ben Győrött, 1827-28-ban a ház gondnoka, 1829-32-ben tanár Komáromban, 1832-35-ben Pápán, 1835-38-ban a bakonybéli plébánia kormányzója, 1838-41-ben alperjel és házgondonok; 1841-42-ben ugyanaz Pannonhalmán, 1842 és 1853 között a kapolyi plébánia adminisztrátora, 1853-56-ban ugyanaz Tihanyban, 1856-től 1864-ig Zamárdiban. 1864-65-ben lelkiatya, 1865-től 1873-ig alperjel, 1873-tól 1877-ig perjel, 1877-től lelkiatya és jószágkormányzó volt Tihanyban. 

## Munkája
- Költési képek. Pest, 1837., 1838, két kötet (Beelyvel és Guzmicscsal)